# Montenero di Bisaccia
Montenero di Bisaccia község (comune) Olaszország Molise régiójában, Campobasso megyében.

## Fekvése
A megye északi részén fekszik. Határai: Cupello, Guglionesi, Lentella, Mafalda, Montecilfone, Palata, Petacciato, San Felice del Molise, San Salvo és Tavenna. Kijárata van az Adriai-tengerre.

## Története
Két, a 9. században kialakult, a Santa Maria a Caleno apátsághoz tartozó szomszédos település, Montenero és Bisaccia egyesítésével jött létre. A 12. századtól nemesi birtok. A 19. században nyerte el önállóságát, amikor a Nápolyi Királyságban felszámolták a feudalizmust.
O

## Népessége
A népesség számának alakulása:

## Főbb látnivalói
- Torre di Montebello
- Santa Maria di Bisaccia-szentély
- San Matteo Apostolo-templom
- San Paolo-templom